# Вандана Шива
Вандана Шива (на английски: Vandana Shiva; на хинди: वंदना शिवा) е физик, философ и защитник на околната среда, автор на 20 книги и над 500 статии във видни научни списания.
Защитава докторска дисертация по философия на физиката в Университета на Западно Онтарио, Канада през 1978 година. Тя е носител на Right Livelihood Award за 1993 година и е един от най-изявените антиглобалисти.
Вандана Шива се бори за промени в практиката и парадигмите на земеделието и храните. Правата върху интелектуалната собственост, биоразнообразието, биотехнологиите, биоетиката, генното инженерство са сред областите, където Шива допринася както интелектуално, така и чрез активистки кампании. Тя подпомага местни организации на Зеленото движение в Африка, Азия, Латинска Америка, Ирландия, Швейцария и Австрия с кампании срещу генното инженерство. През 1991 година създава Навдания, неправителствена организация, национално движение за защита на разнообразието и целостта на живите ресурси, особено местните семена, насърчаване на натуралното земеделие и справедливата търговия.